# Església de São Quintino
L'Igreja de Sao Quintino està a 40 kilòmetres al nord-est de Lisboa, al municipi de Sobral de Monte Agraço. La van construir l'any 1530, en estil manuelí. Això fou degut a la devoció vers Sant Quintí portada pels francs. Se suposa que la documentació de l'església va ser perduda durant el terratrèmol de Lisboa de 1755. L'església està classificada com Monument Nacional des de l'any 1910.